# Oskar Fallenius
Lars Erik Oskar Fallenius (Nynäshamn, 1º novembre 2001) è un calciatore svedese, centrocampista del Djurgården.

## Carriera

### Club
Fallenius è cresciuto nelle giovanili del Brommapojkarna, per poi entrare a far parte di quelle del Djurgården. Successivamente è tornato in quelle del Brommapojkarna. Il 29 novembre 2018 ha firmato il primo contratto professionistico con questo club, valido per i successivi tre anni: a partire dalla stagione seguente sarebbe stato quindi aggregato alla prima squadra. Il 7 aprile 2019 ha quindi esordito in Superettan, subentrando ad Albin Linnér nella vittoria per 0-4 arrivata in casa del Dalkurd. L'11 agosto seguente è arrivata la prima rete, nel pareggio per 1-1 maturato sul campo del Trelleborg. Alla fine di quella stessa annata, il Brommapojkarna è retrocesso in Ettan.
Il 4 gennaio 2021, Fallenius è stato acquistato dai danesi del Brøndby: ha firmato un contratto valido fino al 30 giugno 2024. Ha debuttato in Superligaen il 4 marzo successivo, subentrando a Michael Lumb nel pareggio casalingo per 0-0 arrivato contro il Randers. Il 23 settembre 2021 ha siglato la prima rete con questa casacca, nella vittoria per 1-8 sul campo dell'Allerød, sfida valida per la DBUs Landspokalturnering.
Il 31 marzo 2022, Fallenius è passato ai norvegesi dello Start con la formula del prestito. Il 4 aprile ha giocato la prima gara in 1. divisjon, realizzando una doppietta nel successo per 1-5 sull'Åsane. Nel mese di luglio ha subito un infortunio che lo avrebbe tenuto lontano dai campi da gioco per circa tre mesi. Il 5 agosto 2022 ha fatto allora ritorno al Brøndby, con l'obiettivo di ristabilirsi dall'infortunio.
Il 27 febbraio 2023, Fallenius ha fatto ritorno in Svezia per giocare con la maglia del Djurgården: ha firmato un contratto quadriennale e ha scelto di vestire la maglia numero 15. Ha giocato la prima partita in squadra in data 1º aprile, sostituendo Gustav Wikheim nella vittoria per 3-1 contro la sua ex squadra del Brommapojkarna. Il 17 luglio seguente ha trovato la prima rete nella massima divisione locale, nel 2-0 sul Malmö FF. Il 27 luglio 2023 ha giocato la prima partita nelle competizioni UEFA per club, venendo schierato titolare nella partita persa in casa per 1-3 contro il Lucerna, sfida valida per i turni preliminari della Conference League.

### Nazionale
Ha giocato nelle nazionali giovanili svedesi Under-18, Under-19 ed Under-20.

## Statistiche

### Presenze e reti nei club
Statistiche aggiornate al 3 agosto 2023.
| Stagione              | Club                  | Campionato            | Campionato | Campionato | Coppe nazionali | Coppe nazionali | Coppe nazionali | Coppe continentali | Coppe continentali | Coppe continentali | Supercoppe | Supercoppe | Supercoppe | Totale | Totale |
| Stagione              | Club                  | Comp                  | Pres       | Reti       | Comp            | Pres            | Reti            | Comp               | Pres               | Reti               | Comp       | Pres       | Reti       | Pres   | Reti   |
| --------------------- | --------------------- | --------------------- | ---------- | ---------- | --------------- | --------------- | --------------- | ------------------ | ------------------ | ------------------ | ---------- | ---------- | ---------- | ------ | ------ |
| 2019                  | Brommapojkarna        | S                     | 18         | 3          | CS              | 1               | 0               | -                  | -                  | -                  | -          | -          | -          | 19     | 3      |
| 2020                  | Brommapojkarna        | E                     | 28+2       | 16+1       | CS              | 4               | 0               | -                  | -                  | -                  | -          | -          | -          | 34     | 17     |
| Totale Brommapojkarna | Totale Brommapojkarna | Totale Brommapojkarna | 46+2       | 19+1       |                 | 5               | 0               |                    | -                  | -                  |            | -          | -          | 53     | 20     |
| gen.-giu. 2021        | Brøndby               | SL                    | 5          | 0          | CD              | -               | -               | -                  | -                  | -                  | -          | -          | -          | 5      | 0      |
| 2021-mar. 2022        | Brøndby               | SL                    | 5          | 0          | CD              | 3               | 2               | UCL+UEL            | 0                  | 0                  | -          | -          | -          | 8      | 2      |
| mar.-ago. 2022        | Start                 | 1D                    | 12         | 3          | CN              | 2               | 0               | -                  | -                  | -                  | -          | -          | -          | 14     | 3      |
| ago. 2022-feb. 2023   | Brøndby               | SL                    | 0          | 0          | CD              | 0               | 0               | -                  | -                  | -                  | -          | -          | -          | 0      | 0      |
| Totale Brøndby        | Totale Brøndby        | Totale Brøndby        | 10         | 0          |                 | 3               | 2               |                    | 0                  | 0                  |            | -          | -          | 13     | 2      |
| 2023                  | Djurgården            | A                     | 26         | 2          | CS              | 1               | 0               | UECL               | 2                  | 0                  | -          | -          | -          | 29     | 2      |
| 2024                  | Djurgården            | A                     | 23         | 2          | SC+SC           | 6+3             | 1+1             | UECL               | 11                 | 1                  | -          | -          | -          | 43     | 5      |
| 2025                  | Djurgården            | A                     | 1          | 0          | SC+SC           | 0+0             | 0+0             | UECL               | 0                  | 0                  | -          | -          | -          | 1      | 0      |
| Totale Djurgarden     | Totale Djurgarden     | Totale Djurgarden     | 50         | 4          |                 | 10              | 2               |                    | 13                 | 1                  |            | -          | -          | 73     | 7      |
| Totale                | Totale                | Totale                | 118+2      | 26+1       |                 | 20              | 4               |                    | 13                 | 1                  |            | -          | -          | 153    | 32     |